# Death of a Clown
Death of a Clown è un brano musicale composto da Dave Davies, membro del gruppo rock britannico The Kinks. La canzone venne pubblicata come suo primo singolo da solista nel 1967, anche se vedeva la partecipazione di tutti gli altri membri del gruppo.

## Il brano
I'm drowning my sorrows in whisky and gin

The lion tamer's whip doesn't crack anymore

The lions they won't fight and the tigers won’t roar»
Sto affogando i miei dispiaceri nel whisky e nel gin

Il domatore di leoni non da più colpi di frusta

I leoni non si azzufferanno più tra loro e le tigri non ruggiranno»
(Death of a Clown, The Kinks)
Il brano, che tratta dei sentimenti che si provano alla fine di un amore attraverso la metafora della tragicomica figura di un clown deceduto, venne composto da Dave in collaborazione con il fratello Ray Davies, che contribuì al ritornello. Nicky Hopkins suonò la caratteristica introduzione, ricorrendo alla tecnica del fingerpicking direttamente sulle corde del piano. Il singolo venne attribuito al solo Dave Davies ma la canzone apparve anche sull'album dei Kinks Something Else by the Kinks, pubblicato successivamente nel 1967.
La pubblicazione del 45 giri riscosse un considerevole successo in Gran Bretagna, raggiungendo la terza posizione in classifica, e stimolando Dave Davies a prendere in considerazione l'idea di intraprendere una carriera solista al di fuori della band. Quando però i successivi singoli non riscossero il medesimo riscontro, l'idea venne accantonata fino al 1980, quando Davies debuttò da solista con l'album AFL1-3603.

## Tracce singolo
Pye 7N 17356
1. Death of a Clown (Dave Davies, Ray Davies) - 3:04
2. Love Me Till the Sun Shines (Dave Davies) - 3:16

## Cover
- La canzone venne reinterpretata nel 1998 dal cantante Arno e dal suo progetto collaterale Charles and The White Trash European Blues Connection.
- Nel 1967, in Italia Death of a Clown venne reinterpretata dai Nomadi con testo in italiano firmato da Francesco Guccini con il titolo Un figlio dei fiori non pensa al domani. Come ha raccontato spesso lo stesso Guccini, in realtà il testo in italiano di questa canzone non è opera sua, ma del suo amico Franco Tedeschi, nato a Modena nel 1942, professore e traduttore; Tedeschi però non era iscritto alla Siae, per cui Guccini gli fece da prestanome, come avevano fatto De Ponti e Verona nei suoi confronti fino a poco tempo prima[2]